# Ischnia aurescens
Ischnia aurescens là một loài bọ cánh cứng trong họ Cerambycidae.